# Джебраилов, Фахраддин Мовсум оглы
Фахраддин Мовсум оглы Джебраилов (азерб. Fəxrəddin Mövsüm oğlu Cəbrayılov; р. 12 августа 1958 года, г. Горис Армянской ССР) — азербайджанский генерал. Национальный герой Азербайджана.

## Биография
Фахраддин Мовсум оглы Джебраилов родился 12 августа 1958 года в г. Горис Армянской ССР. Детство провел в городе Джульфа. Начальное образование получал в Германии, где его отец служил в Группе советских войск. После переезда в Баку Фахраддин Джебраилов окончил среднюю школу и поступил в 1975 году в Бакинское высшее общевойсковое командное училище имени Верховного Совета Азербайджанской ССР, которое успешно окончил в 1979 году. Получил назначение в Группу советских войск в Германии.
В 1984 году перевёлся на службу в Закавказский военный округ. После служил помощником начальника отдела Насиминского районного военного комиссариата г. Баку. В 1986 году окончил Курсы усовершенствования офицерского состава местных органов военного управления в Саратове. Затем был назначен заместителем начальника 4-го отдела Республиканского военкомата.
В 1993 году был назначен начальником штаба 704-й мотострелковой бригады, участвовавшей в обороне Бейлаганского района. С 1994 года командир 172-й мотострелковой бригады, дислоцированной в Гяндже.
Указом Президента Азербайджанской Республики в октябре 1994 года Фахраддин Джебраилов был награждён орденом «Азербайджанское знамя».
Указом Президента Азербайджанской Республики № 307 от 4 апреля 1995 года Фахраддину Мовсум оглы Джебраилову было присвоено звание Национального героя Азербайджана.
С 1996 года — военный комиссар Гарадагского района г. Баку
В июле 2014 года распоряжением Президента Азербайджанской Республики Ильхама Алиева полковнику Фахраддину Джебраилову было присвоено звание генерал-майора.
Женат. Двое детей.